# Ivan Hamaliy
Ivan Hamaliy (en ucraniano: Іван Павлович Гамалій; Raión de Pustomyty, RSS de Ucrania, Unión Soviética; 20 de octubre de 1956 – Portugal; 18 de diciembre de 2022) fue un futbolista y entrenador de fútbol ucraniano que jugaba en la posición de centrocampista.

## Carrera

### Jugador
| Periodo   | Club                   |
| --------- | ---------------------- |
| 1974      | SC Lutsk               |
| 1977–1981 | SKA Lviv               |
| 1982–1989 | SKA Karpaty Lviv       |
| 1989      | FC Karpaty Lviv        |
| 1990–1991 | Miedź Legnica          |
| 1991      | FC Halychyna Drohobych |
| 1991–1993 | Stal Sanok             |
| 1993      | FC Krystal Chortkiv    |
| 1993      | FC Lviv                |
| 1993–1994 | FC Karpaty Lviv        |
| 1994–1995 | FC Krystal Chortkiv    |
| 1995      | SC Skify Lviv          |
| 1998      | FC Sambir              |
| 1998      | FC Halychyna Drohobych |
| 1999      | FC Etanol Storonybaby  |

### Entrenador
| Periodo   | Club                                     |
| --------- | ---------------------------------------- |
| 1994–1995 | FC Krystal Chortkiv (jugador-entrenador) |
| 1997–1998 | FC Karpaty Kamianka-Buzka                |